# Lewis U. Hanke
Lewis U. Hanke (Oregón, 2 de enero de 1905 - 26 de marzo de 1993), historiador, hispanista e hispanoamericanista estadounidense.

## Biografía
Profesor de la Universidad de Harvard y luego en la de Columbia en Nueva York, fue también director del Institute of Latin American Studies de la Universidad de Texas; se especializó en la historiografía de Indias y publicó excelentes estudios sobre el padre fray Bartolomé de Las Casas, como por ejemplo Bartolome de las Casas, Pensador Político, Historiador, Antropólogo (1949) y la bibliografía de este autor (1954), entre otros trabajos. Fue el primer Jefe de la División Hispánica de la Biblioteca del Congreso, y editor fundador del Handbook of Latin American Studies; puede ser considerado como el padre de los estudios hispanoamericanistas en los Estados Unidos.

## Estudios sobre la América española
Su obra más influyente, La lucha española por la justicia en la conquista de América (1949), sostiene que “… la conquista española de América fue mucho más que una notable hazaña militar y política; que fue también uno de los mayores intentos civilizatorios que el mundo haya visto para hacer prevalecer los preceptos cristianos en las relaciones establecidas entre pueblos. La visión de Hanke hace frente a la narrativa predominante asociada a la leyenda negra, entonces y ahora, de que los españoles fueron una fuerza uniformemente explotadora y hostil frente a los nativos americanos. Hanke fundamenta sus afirmaciones en documentos como las Leyes de Burgos (1512) o las Leyes Nuevas de Indias (1542), leyes que en su conjunto, muestran un inequívoco interés por la protección de los indígenas y que no encuentran equiparación entre el resto de naciones que poseyeron imperios transcontinentales. Hanke continuó escribiendo obras que exploraron el concepto de "la lucha española por la justicia en América", así como sobre temas que van desde la ciudad de Potosí hasta la política del Buen Vecino.
Lewis Hanke fue especialista en la América española y es conocido por sus escritos sobre la conquista, defendiendo posturas a las previamente trazadas por Charles Fletcher Lummis. Hanke presentó una narrativa revisionista de la historia imperial que se centró en el papel de Bartolomé de las Casas, quien defendió los derechos de los nativos americanos y buscó soluciones justas a las tensiones entre conquistadores y nativos durante el período del dominio español. Los escritos de Hanke documentaron el trabajo de Las Casas como activista político, historiador, teórico político y antropólogo. Su investigación también descubrió evidencias para apoyar la afirmación de Hanke de que Las Casas no actuó como la única voz de la conciencia española durante la era imperial, sino que en realidad constituyó la cabeza de lo que fue un movimiento reformista más amplio por parte de los españoles para evitar "la destrucción de las Indias”, entre los que cabría citar a Pedro de Córdoba , Antonio Montesinos o Francisco de Vitoria.
Para muchos, Hanke es considerado el padre en el campo de los estudios sobre la América española en Estados Unidos. Creó el Manual de Estudios hispanoamericanos y eso, junto con sus considerables logros historiográficos sobre la crónica de la América española, continúa figurando entre las obras fundamentales de la investigación sobre estudios iberoamericanos tanto en las bibliotecas de los Estados Unidos como las del extranjero.

## Premios
En 1974 Hanke fue elegido presidente de la Asociación Histórica Estadounidense, el primer hispanoamericanista en ocupar el cargo. En 1989, Hanke recibió el Premio Kalman Silvert de la Asociación de Estudios Latinoamericanos , y en 1992, fue honrado con el Antonio de Nebrija Premio Especial Quinto Centenario de la Universidad de Salamanca .

## Obras
- Selected Writings of Lewis Hanke on the History of Latin America, 1979[2]
- The Imperial City of Potosí: An unwritten chapter in the history of Spanish America (en inglés). Springer (publicado el 2012). 1956. ISBN 9789401194891.
- The spanish struggle for justice in the conquest of  America. University of Pennsylvania Press. 1949.